# گریپ (تنیس)

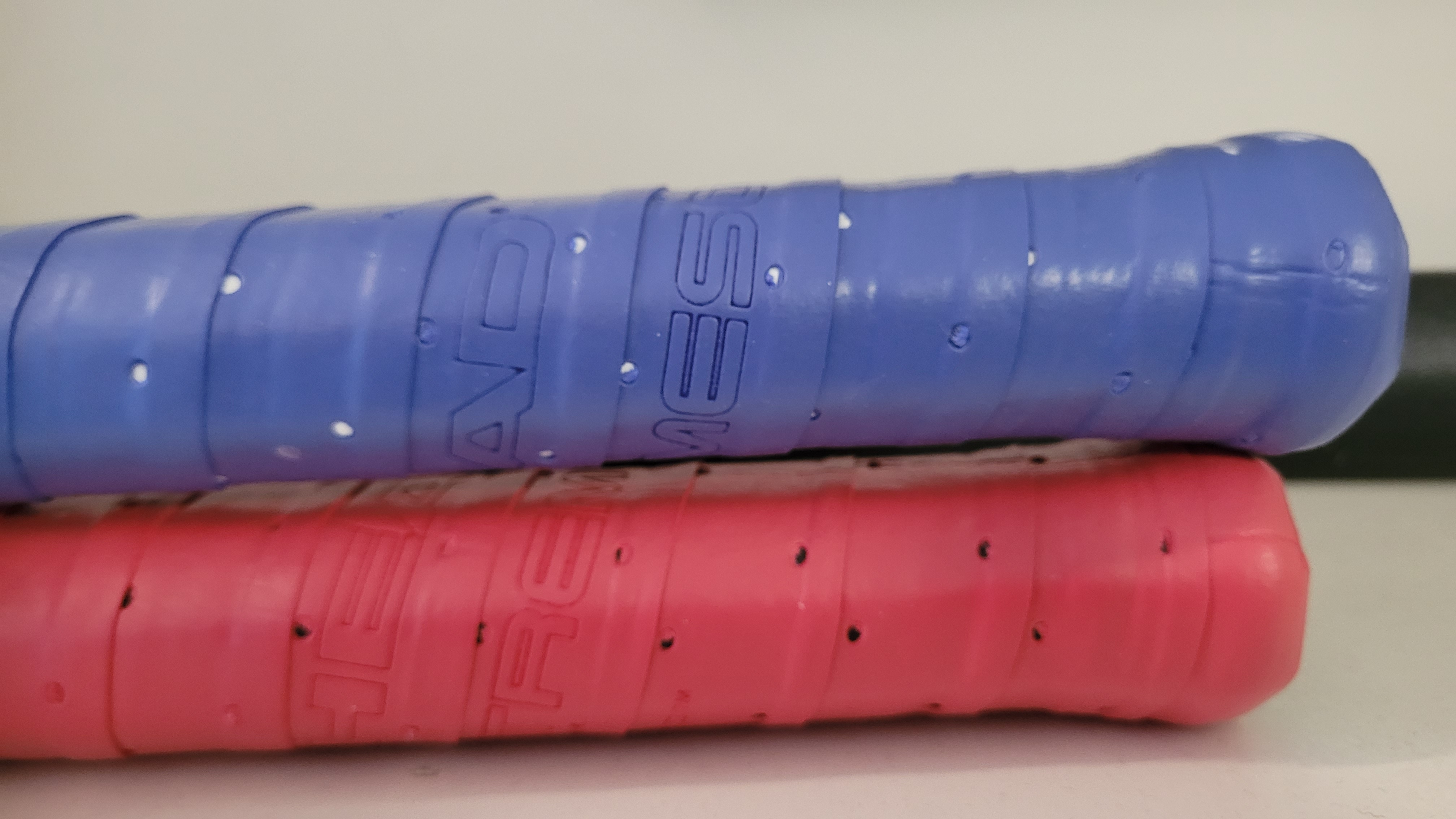
گریپ تنیس

در ورزش‌های راکتی مانند تنیس و پیکل‌بال، گِرِیپ به تکنیکی اشاره دارد که بازیکن برای گرفتن دسته راکت انتخاب می‌کند. گیره‌های متداول مورد استفاده شامل گرفتن قاره‌ای، گرفتن شرقی و گرفتن نیمه غربی است، سبک‌های گریپ را نیز می‌توان بر اساس دسته‌بندی جلوهند یا بک هند دسته‌بندی کرد. بازیکنان حرفه‌ای اغلب در طول مسابقه بسته به ضربه‌ای که می‌زنند، چنگ‌ها را تغییر می‌دهند. گریپ، همراه با بیش از حد، ممکن است به مواد نرمی اشاره داشته باشد که هسته سخت دسته راکت را می‌پوشاند.

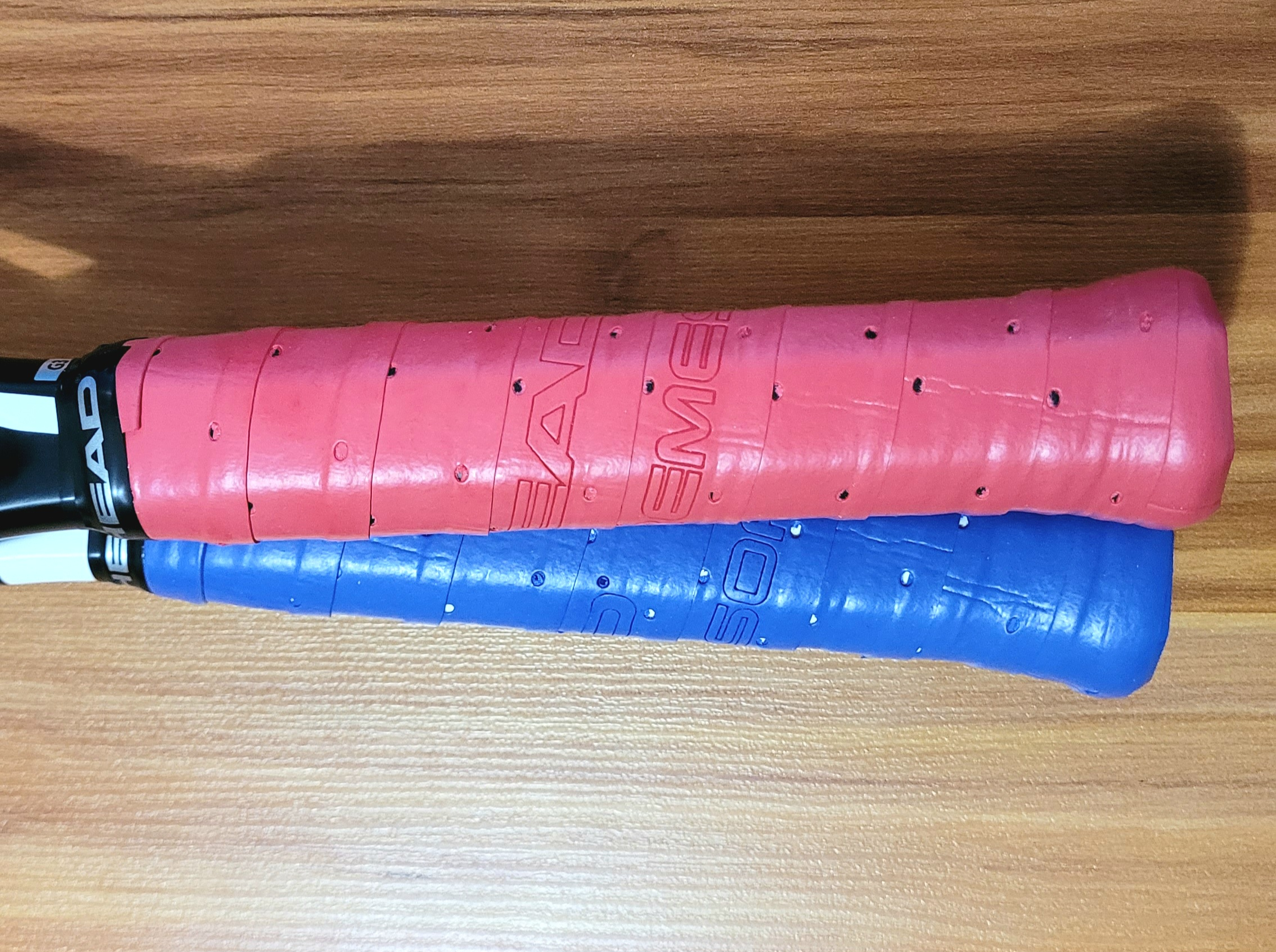
پیچیده شدن گریپ دور دسته راکت تنیس برای محافظت از دسته راکت

## دسته هشت‌ظلعی

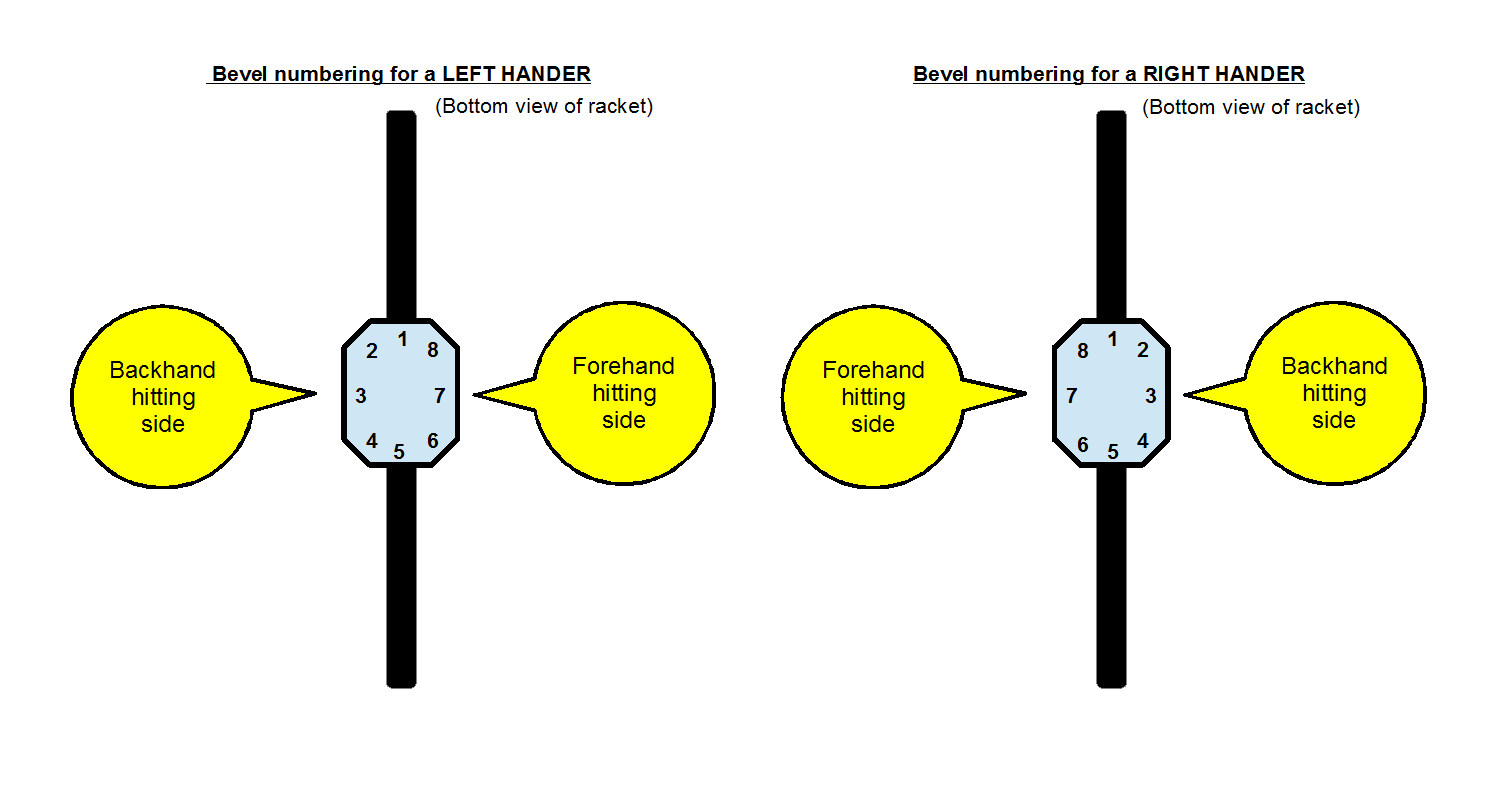
نمودار A: شماره گذاری اریب‌ها روی دسته راکت تنیس برای بازیکنان چپ و راست دست.

دسته راکت به شکل هشت‌ضلعی است که دارای هشت ضلع است که به دسته حسی گرد می‌دهد. این باعث می‌شود راحت تر از یک دسته مربعی، در حالی که اصطکاک بیشتری نسبت به یک دسته واقعاً گرد ایجاد می‌کند. به هر یک از هشت ضلع دستگیره، اریب می‌گویند. برای مرجع، اریب‌ها از ۱ تا ۸ شماره گذاری شده‌اند (نمودار A را ببینید). در حالی که تیغه راکت عمود بر زمین است، اریب رو به بالا، اریب شماره ۱ است. برای بازیکنان راست دست، پس از چرخاندن راکت در خلاف جهت عقربه‌های ساعت (چرخش جلوی دست پدل به سمت زمین)، اریب بعدی رو به بالا، مخروطی شماره ۲ است و به همین ترتیب برای شناسایی هر هشت مخروطی. برای بازیکنان چپ دست، شماره گذاری اریب به همان روش به دست می‌آید، اما با چرخاندن راکت در جهت عقربه‌های ساعت.
هنگام بحث در مورد سبک‌های مختلف گرفتن، با تعیین محل قرارگیری سمت کف مفصل متاکارپوفالانژیال (مفصل بند انگشتی) در پایه انگشت اشاره، روی دسته دست و پا زدن، هر سبک گرفتن را می‌توان با یک اریب خاص مرتبط کرد. به عنوان مثال، هنگامی که مفصل روی مورب شماره ۲ قرار می‌گیرد، یک گیره قاره ای است.
علاوه بر سبک گرفتن، مهم است که با اندازه‌گیری دور دسته اریب، اندازه گرفتن را نیز در نظر بگیرید.